# 高考零分作文
高考零分作文，是指在中华人民共和国普通高等学校招生全国统一考试语文卷作文题中获得零分的文章。

## 高考作文零分标准
高考中，作文只有在完全空白、经核实属于抄袭等极端情况下，才会给零分。通常，在发现考生作文有抄袭可能后，阅卷者会找到相关作文并进行比对，在重合率超过50%且结构主旨和原文雷同时才会被认定抄袭，再经专家组复核后，这些考生的作文才会被判为零分。

## 网络上的“零分作文”
历年高考后，网络上会流传各种高考零分作文，或针砭时弊，或插科打诨，引起不少网友关注；有些网友将其中的部分作文称为“神作”。但是，这些作文并不是真正考生的应试作文。

### 实例
事实上，有的高考零分作文已被证实是写手的玩票之作，比如2013年的“安徽省高考零分作文”《为什么这样？为什么不能这样？》，其作者其实是在安徽省一所中学的语文老师。而有的高考零分作文早于阅卷工作开展前便发布，显然是杜撰之作。有书商汇集所谓「高考零分作文」出版成书，但有些文章是取材于网络，真伪未辨，甚至有的还是主动邀请写手杜撰而成。